# Ousmane Mané
Ousmane Mané (Pikine, 1º ottobre 1990) è un calciatore senegalese, portiere del Diambars de Saly Dourbel e della Nazionale senegalese.

## Statistiche

### Cronologia presenze e reti in nazionale
| Cronologia completa delle presenze e delle reti in nazionale ― Senegal | Cronologia completa delle presenze e delle reti in nazionale ― Senegal | Cronologia completa delle presenze e delle reti in nazionale ― Senegal | Cronologia completa delle presenze e delle reti in nazionale ― Senegal | Cronologia completa delle presenze e delle reti in nazionale ― Senegal | Cronologia completa delle presenze e delle reti in nazionale ― Senegal | Cronologia completa delle presenze e delle reti in nazionale ― Senegal | Cronologia completa delle presenze e delle reti in nazionale ― Senegal |
| Data                                                                   | Città                                                                  | In casa                                                                | Risultato                                                              | Ospiti                                                                 | Competizione                                                           | Reti                                                                   | Note                                                                   |
| ---------------------------------------------------------------------- | ---------------------------------------------------------------------- | ---------------------------------------------------------------------- | ---------------------------------------------------------------------- | ---------------------------------------------------------------------- | ---------------------------------------------------------------------- | ---------------------------------------------------------------------- | ---------------------------------------------------------------------- |
| 25/05/2012                                                             | Marrakech                                                              | Marocco                                                                | 0 – 1                                                                  | Senegal                                                                | Amichevole                                                             | -                                                                      |                                                                        |
| 02/06/2012                                                             | Dakar                                                                  | Senegal                                                                | 3 – 1                                                                  | Liberia                                                                | Qual. Mondiali 2014                                                    | -1                                                                     |                                                                        |
| 09/06/2012                                                             | Kampala                                                                | Uganda                                                                 | 1 – 1                                                                  | Senegal                                                                | Qual. Mondiali 2014                                                    | -1                                                                     |                                                                        |
| 08/09/2012                                                             | Abidjan                                                                | Costa d'Avorio                                                         | 4 – 2                                                                  | Senegal                                                                | Qual. Coppa d'Africa 2013                                              | -4                                                                     |                                                                        |
| 13/10/2012                                                             | Dakar                                                                  | Senegal                                                                | 0 – 2                                                                  | Costa d'Avorio                                                         | Qual. Coppa d'Africa 2013                                              | -2                                                                     |                                                                        |
| Totale                                                                 |                                                                        | Presenze                                                               | 5                                                                      |                                                                        | Reti                                                                   | -8                                                                     |                                                                        |

| Cronologia completa delle presenze e delle reti in nazionale ― Senegal Olimpica | Cronologia completa delle presenze e delle reti in nazionale ― Senegal Olimpica | Cronologia completa delle presenze e delle reti in nazionale ― Senegal Olimpica | Cronologia completa delle presenze e delle reti in nazionale ― Senegal Olimpica | Cronologia completa delle presenze e delle reti in nazionale ― Senegal Olimpica | Cronologia completa delle presenze e delle reti in nazionale ― Senegal Olimpica | Cronologia completa delle presenze e delle reti in nazionale ― Senegal Olimpica | Cronologia completa delle presenze e delle reti in nazionale ― Senegal Olimpica |
| Data                                                                            | Città                                                                           | In casa                                                                         | Risultato                                                                       | Ospiti                                                                          | Competizione                                                                    | Reti                                                                            | Note                                                                            |
| ------------------------------------------------------------------------------- | ------------------------------------------------------------------------------- | ------------------------------------------------------------------------------- | ------------------------------------------------------------------------------- | ------------------------------------------------------------------------------- | ------------------------------------------------------------------------------- | ------------------------------------------------------------------------------- | ------------------------------------------------------------------------------- |
| 26/07/2012                                                                      | Manchester                                                                      | Regno Unito Olimpica                                                            | 1 – 1                                                                           | Senegal Olimpica                                                                | Olimpiadi 2012 - 1º turno                                                       | -1                                                                              |                                                                                 |
| 29/07/2012                                                                      | Londra                                                                          | Senegal Olimpica                                                                | 2 – 0                                                                           | Uruguay Olimpica                                                                | Olimpiadi 2012 - 1º turno                                                       | -                                                                               |                                                                                 |
| 01/08/2012                                                                      | Coventry                                                                        | Senegal Olimpica                                                                | 1 – 1                                                                           | Emirati Arabi Uniti Olimpica                                                    | Olimpiadi 2012 - 1º turno                                                       | -1                                                                              |                                                                                 |
| 04/08/2012                                                                      | Londra                                                                          | Messico Olimpica                                                                | 4 – 2                                                                           | Senegal Olimpica                                                                | Olimpiadi 2012 - Quarti di finale                                               | -4                                                                              |                                                                                 |
| Totale                                                                          |                                                                                 | Presenze                                                                        | 4                                                                               |                                                                                 | Reti                                                                            | -6                                                                              |                                                                                 |